# Campbell (Familienname)
Campbell ist ein schottischer und irischer Familienname.

## Herkunft und Bedeutung
Campbell hat einen schottischen und einen irischen Ursprung.
Der schottische Ursprung liegt beim schottischen Clan Campbell. Der Name stammt wahrscheinlich von Dugald of Lochawe, der den Spitznamen Cam Beul (gälisch: gebogener Mund) hatte.
Der irische Ursprung liegt im irischen Namen Mac Cathmhaoil. Mac steht in der irischen Sprache für „Sohn von“. Cathmhaoil besteht aus „cath“ (dt. Kampf) und „maol“ (dt. Häuptling).

## Namensträger

### A
- Adam Campbell (Schauspieler) (* 1980), englischer Schauspieler
- Adam Campbell (Fußballspieler) (* 1995), englischer Fußballspieler
- Aileen Campbell (* 1980), schottische Politikerin
- Akil Campbell (* 1996), Radsportler aus Trinidad und Tobago
- Alan Campbell (1904–1963), US-amerikanischer Drehbuchautor
- Alan Campbell, Baron Campbell of Alloway (1917–2013), britischer Rechtsanwalt und Richter
- Alan Campbell (Diplomat) (1919–2007), britischer Diplomat
- Alan Campbell (Politiker) (* 1957), britischer Politiker (Labour Party)
- Alan Campbell (Schauspieler) (* 1957), US-amerikanischer Schauspieler
- Alan Campbell (Ruderer) (* 1983), britischer Ruderer
- Alan Newton Campbell (1899–1987), kanadischer Chemiker
- Alastair Campbell (* 1957), britischer Politikberater
- Alastair Campbell (Cricketspieler) (1890–1943), englischer Cricketspieler
- Alastair Campbell, Lord Bracadale (* 1949), schottischer Jurist
- Albert J. Campbell (1857–1907), US-amerikanischer Politiker
- Alex Campbell (1925–1987), schottischer Musiker
- Alexander Campbell (Musiker) (1764–1824), schottischer Musiker, Schriftsteller und Volksliedsammler
- Alexander Campbell (Politiker, 1779) (1779–1857), US-amerikanischer Politiker (Ohio)
- Alexander Campbell (Theologe) (1788–1866), amerikanischer Pfarrer
- Alexander Campbell (Politiker, 1814) (1814–1898), US-amerikanischer Politiker (Illinois)
- Alexander Campbell (Politiker, 1822) (1822–1892), kanadischer Politiker (Ontario)
- Alexander Bradshaw Campbell (* 1933), kanadischer Rechtsanwalt und Politiker
- Alexander William Campbell (1828–1893),  Brigadegeneral der Armee der Konföderierten Staaten
- Alfred Walter Campbell (1868–1937), australischer Neurologe
- Ali Campbell (Alistair Ian Campbell; * 1959), britischer Musiker
- Alistair Campbell (Anglist) (1907–1974), britischer Anglist und Hochschullehrer
- Alistair Campbell (Dichter) (1925–2009), neuseeländischer Dichter und Autor
- Alistair Campbell (Cricketspieler) (* 1972), simbabwischer Cricketspieler
- Alister James Campbell (* 1959), schottischer Rugby-Union-Spieler
- Alister Munro Campbell (* 1979), australischer Rugby-Union-Spieler
- Allan M. Campbell (1929–2018), US-amerikanischer Mikrobiologe und Genetiker
- Allan Campbell (Fußballspieler) (* 1998), schottischer Fußballspieler
- Amabel Hume-Campbell, 1. Countess de Grey (1751–1833), britische Peeress
- Amber Campbell (* 1981), US-amerikanische Hammerwerferin
- Ambrose Campbell (1919–2006), britischer Musiker nigerianischer Herkunft
- Amelia Campbell (Schauspielerin) (* 1965), kanadische Schauspielerin
- Amelia Campbell (Leichtathletin) (* 1994), britische Kugelstoßerin
- Andrew Campbell (Basketballspieler) (* 1956), australischer Basketballspieler
- Andrew Campbell (Segler) (* 1984), US-amerikanischer Segler
- Andrew Campbell (Eishockeyspieler) (* 1988), kanadischer Eishockeyspieler
- Andrew Campbell (Ruderer) (* 1992), US-amerikanischer Ruderer
- Angus Campbell (Sozialpsychologe) (1910–1980), amerikanischer Sozialpsychologe und Wahlforscher
- Angus John Campbell, australischer General
- Anne Campbell (* 1912), kanadische Chorleiterin
- Annie Campbell-Orde (* 1995), britische Ruderin
- Antonia Campbell-Hughes (* 1982), britische Schauspielerin
- Archibald Campbell, 9. Earl of Argyll (1629–1685), schottischer Adliger und Politiker
- Archibald Campbell (Offizier) (1739–1791), britischer Politiker und General; Gouverneur von Georgia, Jamaika und Madras
- Archibald Campbell (Philosoph) (1691–1756), schottischer Pfarrer und Moralphilosoph
- Archibald Campbell, 1. Marquess of Argyll (1607–1661), schottischer Adliger und Politiker
- Archibald Campbell, 1. Baronet (1769–1843), britischer General
- Archibald Campbell (Politiker, 1779) (1779–1856), US-amerikanischer Politiker (New York)
- Archibald Campbell (Politiker, 1874) (1874–1955), neuseeländischer Politiker der Labour Party
- Archibald Campbell (US-Kommissar) (1813–1887), US-Kommissar bei  der Erhebung des 49igsten Grenzverlaufs zwischen den USA und des Vereinigten Königreichs Großbritannien und Irland, die im Schweinekonflikt endete.
- Archibald Campbell, 1. Baron Blythswood (1835–1908), britischer Adliger und Militär
- Archibald Campbell, 3. Duke of Argyll (1682–1761), schottischer Richter, Politiker und Soldat
- Archibald James Campbell (1853–1929), australischer Vogelkundler
- Archibald Young Campbell (1885–1958), britischer Klassischer Philologe
- Arthur Shackleton Campbell (1899–1972), US-amerikanischer Protozoologe
- Ashley Campbell (Tennisspieler) (1880–1943), australischer Tennisspieler
- Ashley Campbell (Schauspielerin), Schauspielerin
- Ashley Campbell (Musikerin) (* 1986), US-amerikanische Sängerin und Songwriterin
- Ashley Campbell (Schauspieler) (* um 1980), britischer Schauspieler
- Ashley Erin Campbell, Schauspielerin
- Ashley LeConte Campbell (* 1962), US-amerikanische Schauspielerin
- Audrey Campbell (1929–2006), US-amerikanische Schauspielerin
- Avril Kim Campbell (* 1947), kanadische Politikerin

### B
- Bebe Moore Campbell (1950–2006), US-amerikanische Autorin
- Ben Nighthorse Campbell (* 1933), US-amerikanischer Politiker
- Benedict Campbell (* 1957), kanadischer Schauspieler und Synchronsprecher
- Bennett Campbell (William Bennett Campbell; 1943–2008), kanadischer Politiker
- Bert Campbell (1918–2001), Schweizer Musiker
- Beth Campbell (* 1971), amerikanische Künstlerin
- Bettina Campbell (* 1974), niederländische Pornodarstellerin
- Betty Campbell (1934–2017), britische Schulleiterin, Aktivistin und Kommunalpolitikerin
- Bill Campbell (Footballspieler) (William Roscoe Campbell; 1920–1974), US-amerikanischer American-Football-Spieler
- Bill Campbell (Pianist) (William Campbell; um 1925–nach 1978), US-amerikanischer Jazzpianist
- Bill Campbell (Posaunist), US-amerikanischer Posaunist
- Bill Campbell (Rugbyspieler) (* 1961), australischer Rugby-Union-Spieler
- Bill Campbell (Unternehmer) (J. W. Campbell), kanadischer Unternehmer und Philanthrop
- Billy Campbell (William Oliver Campbell; * 1959), US-amerikanischer Schauspieler
- Bobby Campbell (Fußballspieler, 1922) (1922–2009), schottischer Fußballspieler und -trainer
- Bobby Campbell (Fußballspieler, 1937) (1937–2015), englischer Fußballspieler und -trainer
- Bobby Campbell (Fußballspieler, 1942) (* 1942), schottischer Fußballspieler
- Bobby Campbell (Fußballspieler, 1956) (1956–2016), nordirischer Fußballspieler
- Boniface Campbell (1895–1988), US-amerikanischer Offizier
- Brian Campbell (* 1979), kanadischer Eishockeyspieler und -funktionär
- Bronte Campbell (* 1994), australische Schwimmerin
- Brookins Campbell (1808–1853), US-amerikanischer Politiker
- Bruce Campbell (Ornithologe) (1912–1993), britischer Ornithologe, Sachbuchautor und Rundfunkpersönlichkeit
- Bruce Campbell (Wirtschaftshistoriker) (* 1949), britischer Wirtschaftshistoriker
- Bruce Campbell (Historiker) (* 1955), US-amerikanischer Historiker
- Bruce Campbell (* 1958), US-amerikanischer Schauspieler, Filmproduzent und Schriftsteller
- Brun Campbell (1884–1952), US-amerikanischer Pianist
- Bryan Campbell (* 1944), kanadischer Eishockeyspieler
- Bryce Campbell (* 1994), US-amerikanischer Rugby-Union-Spieler
- Buddy Campbell (* 1943), US-amerikanischer Eisschnellläufer

### C
- Calais Campbell (* 1986), US-amerikanischer American-Football-Spieler
- Carla Campbell (* 1980), jamaikanisches Model
- Carol Campbell (* 1966), deutsche Schauspielerin und Moderatorin
- Carole Ann Campbell (1944–2010), US-amerikanische Schauspielerin
- Carroll Ashmore Campbell junior (1940–2005), US-amerikanischer Politiker (South Carolina)
- Carsen Campbell (* 1994), kanadischer Biathlet
- Cassie Campbell (* 1973), kanadische Eishockeyspielerin
- Cate Campbell (* 1992), australische Schwimmerin
- Chad Campbell (* 1974), US-amerikanischer Golfer
- Charles Campbell (Admiral) (1847–1911), britischer Seeoffizier
- Charles Campbell (Fußballspieler) (1854–1927), schottischer Fußballspieler
- Charles Campbell (Politiker) (um 1695–1741), britischer Militär und Politiker
- Charles Campbell (Segler) (1881–1948), britischer Segler
- Charles Campbell (* 1969), kanadischer Schauspieler, siehe Chuck Campbell
- Charles A. Campbell (* 1914), kanadischer Ruderer
- Charles Allieu Matthew Campbell (* 1961), Bischof von Bo
- Charles C. Campbell (1948–2016), US-amerikanischer General
- Charles Duncan Campbell (1905–1988), US-amerikanischer Geologe
- Charles F. Campbell, US-amerikanischer Schwimmer und Rechtsanwalt
- Charles L. Campbell (1930–2013), US-amerikanischer Tontechniker und Toningenieur
- Chris Campbell, US-amerikanischer Filmproduzent, Regisseur und Drehbuchautor
- Christa Campbell (* 1972), US-amerikanische Schauspielerin
- Christiana Campbell (um 1723–1792), US-amerikanische Gastwirtin
- Christopher Campbell (Ringer) (* 1954), US-amerikanischer Ringer
- Christopher Campbell (Rennfahrer) (* 1968), französischer Autorennfahrer
- Chuck Campbell (* 1969), kanadischer Schauspieler
- Clarence Campbell (1905–1984), kanadischer Sportfunktionär
- Clifford Campbell (1892–1991), jamaikanischer Politiker
- Clifton Campbell (* 1967), US-amerikanischer Sprinter
- Cody Campbell (* 1990), kanadischer Radrennfahrer
- Cole Campbell (* 2006), US-amerikanisch-isländischer Fußballspieler
- Colen Campbell (1676–1729), englischer Architekt
- Colleen Carroll Campbell, US-amerikanische Moderatorin
- Colin Campbell, 1. Earl of Argyll († 1493), schottischer Adliger und Politiker
- Colin Campbell (Generalleutnant) (1754–1814), britischer Generalleutnant, Gouverneur von Gibraltar
- Colin Campbell (Kolonialbeamter) (1776–1847), britischer Soldat und Kolonialbeamter
- Colin Campbell, 1. Baron Clyde (1792–1863), britischer Feldmarschall
- Colin Campbell (Politiker, 1822) (1822–1881), kanadischer Politiker
- Colin Campbell (Regisseur, 1859) (1859–1928), schottischer Filmregisseur und Drehbuchautor
- Colin Campbell (Fußballspieler) (1883–1972), argentinisch-chilenischer Fußballspieler
- Colin Campbell (Schauspieler, 1883) (1883–1966), schottisch-US-amerikanischer Schauspieler
- Colin Campbell (Hockeyspieler) (1887–1955), britischer Hockeyspieler
- Colin Campbell (Politiker, 1901) (1901–1978), kanadischer Politiker
- Colin Campbell (Bischof) (1931–2012), kanadischer Geistlicher, Bischof von Antigonish
- Colin Campbell (Schauspieler, 1937) (1937–2018), britischer Schauspieler
- Colin Campbell (Politiker, 1938) (* 1938), schottischer Politiker (SNP)
- Colin Campbell (Soziologe) (* 1940), britischer Soziologe
- Colin Campbell (Videokünstler) (1942–2001), kanadischer Videokünstler
- Colin Campbell (Leichtathlet) (1946–2024), britischer Leichtathlet und Bobfahrer
- Colin Campbell (Autor) (* 1949), britisch-jamaikanische Autorin
- Colin Campbell, Lord Malcolm (* 1953), schottischer Richter
- Colin Campbell (Eishockeyspieler, 1953) (Colin John Campbell; * 1953), kanadischer Eishockeyspieler, -trainer und -funktionär
- Colin Campbell (Schauspieler, 1968) (* 1968), US-amerikanischer Schauspieler
- Colin Campbell (Eishockeyspieler, 1991) (* 1991), kanadischer Eishockeyspieler
- Colin Campbell (Jurist) (1944–2022), britischer Jurist und Hochschullehrer
- Colin Campbell (Regisseur, II),  US-amerikanischer Regisseur
- Colin David Campbell (* 1941), neuseeländischer Geistlicher, Bischof von Dunedin
- Colin H. Campbell (1859–1914), kanadischer Politiker
- Colin J. Campbell (1931–2022), britischer Geologe
- Colin Minton Campbell, britischer Politiker
- Conchita Campbell (* 1995), kanadische Schauspielerin
- Cora Campbell (* 1974), kanadische Wasserballspielerin
- Courtney W. Campbell (1895–1971), US-amerikanischer Politiker
- Craig Campbell (Sänger) (1878–1965), kanadischer Sänger (Tenor)
- Craig Campbell (britischer Tennisspieler), (bl. 1927) britischer Tennisspieler
- Craig Campbell (Politiker) (* 1952), US-amerikanischer Politiker (Alaska)
- Craig Campbell (südafrikanischer Tennisspieler) (* 1963), südafrikanischer Tennisspieler
- Craig Campbell (Countrysänger) (* 1979), US-amerikanischer Countrysänger

### D
- D. J. Campbell (Dudley Junior Campbell; * 1981), englischer Fußballspieler
- Daisy Campbell (* 2003), britische Schauspielerin
- Dale Campbell-Savours, Baron Campbell-Savours (* 1943), britischer Politiker (Labour Party)
- Dan Campbell (Footballtrainer) (Daniel Allen Campbell; * 1976), US-amerikanischer American-Football-Trainer
- Dan Campbell (Biathlet) (Daniel Alan Campbell; * 1978), US-amerikanischer Biathlet
- Dan Campbell (* 1986), US-amerikanischer Sänger von The Wonder Years
- Daniel Campbell (Regisseur), Filmregisseur, Drehbuchautor und Produzent
- Daniel Campbell (Schauspieler), Schauspieler
- Danielle Campbell (* 1995), US-amerikanische Schauspielerin
- Darcy Campbell (* 1984), kanadischer Eishockeyspieler
- Darius Campbell Danesh (1980–2022), britischer Sänger, Songwriter und Musicaldarsteller
- Darren Campbell (* 1973), britischer Leichtathlet
- Daryl Campbell (1924–2011), US-amerikanischer Jazzmusiker
- David Campbell (Politiker, 1779) (1779–1859), US-amerikanischer Politiker (Virginia)
- David Campbell (Offizier) (1869–1936), britischer Offizier
- David Campbell (Politiker, 1870) (1870–1932), kanadischer Politiker
- David Campbell (Mediziner) (1889–1978), schottischer Pharmakologe und Hochschullehrer
- David Campbell (Basketballspieler) (1925–2015), kanadischer Basketballspieler
- David Campbell (Autor) (1915–1979), australischer Dichter
- David Campbell (Physiker, 1944) (* 1944), US-amerikanischer Physiker
- David Campbell (Physiker, fl. 1978), Physiker
- David Campbell (Fußballspieler, 1947) (1947–2013), walisischer Fußballspieler
- David Campbell (Arrangeur) (* 1948), kanadischer Arrangeur und Komponist
- David Campbell (Klarinettist) (* 1953), britischer Klarinettist
- David Campbell (Politiker, Juli 1957) (* 1957), australischer Politiker
- David Campbell (Politiker, Oktober 1957) (* 1957), US-amerikanischer Politiker (New Hampshire)
- David Campbell (Fußballspieler, 1958) (* 1958), schottischer Fußballspieler
- David Campbell (Komponist) (* 1959), kanadischer Komponist, Arrangeur und Gitarrist
- David Campbell (Leichtathlet, 1960) (* 1960), kanadischer Mittelstreckenläufer
- David Campbell (Politikwissenschaftler) (* 1961), australischer Politikwissenschaftler
- David Campbell (Schauspieler), US-amerikanischer Schauspieler
- David Campbell (Politiker, 1965) (* 1965), nordirischer Politiker
- David Campbell (Fußballspieler, 1965) (* 1965), nordirischer Fußballspieler
- David Campbell (Fußballspieler, 1969) (* 1969), irischer Fußballspieler
- David Campbell (Sänger) (* 1973), australischer Sänger und Musicaldarsteller
- David Campbell (Leichtathlet, 1982) (* 1982), irischer Mittelstreckenläufer
- David Campbell Bannerman (* 1960), britischer Politiker
- David Chad Campbell (* 1974), US-amerikanischer Golfer, siehe Chad Campbell
- David E. Campbell, US-amerikanischer Tontechniker
- Dean Campbell (* 2001), schottischer Fußballspieler
- Dean R. Campbell (1928–2017), US-amerikanischer Soldat
- DeLois Barrett Campbell (1926–2011), US-amerikanische Gospelsängerin
- Derrick Campbell (* 1972), kanadischer Shorttracker
- De’Vondre Campbell (* 1993), US-amerikanischer American-Football-Spieler
- Donald Campbell (Politiker) (1830–1871), US-amerikanischer Politiker
- Donald Campbell (Politiker, 1866) (1866–1945), australischer Politiker und Zeitungsverleger
- Donald Campbell (1921–1967), britischer Motorboot- und Autorennfahrer
- Donald Campbell (Cricketspieler, 1851) (1851–1887), australischer Cricketspieler
- Donald Campbell (Cricketspieler, 1974) (* 1974), simbabwischer Cricketspieler
- Donald Campbell (Leichtathlet) (1926–2017), britischer Sprinter
- Donald Campbell (Rugbyspieler) (1919–1944), chilenischer Rugbyspieler
- Donald Campbell, 6. Baron Stratheden (1934–2011), britischer Politiker
- Donald Burns Campbell, bekannt als Josie Mel, jamaikanischer Musiker
- Donald M. Campbell (* 1955), US-amerikanischer General
- Donald T. Campbell (1916–1996), US-amerikanischer Sozialwissenschaftler
- Don G. Campbell (1946–2012), US-amerikanischer Pianist, Organist, Musikpädagoge und -wissenschaftler
- Dorothy Campbell (1883–1945), schottische Golfspielerin
- Douglas Campbell (Schauspieler) (1922–2009), kanadischer Schauspieler und Regisseur
- Douglas Campbell (Schwimmer) (* 1960), schottischer Schwimmer
- Douglas Houghton Campbell (1859–1953), US-amerikanischer Botaniker
- Douglas Lloyd Campbell (1895–1995), kanadischer Politiker
- Duncan Campbell, 1. Lord Campbell († 1453), schottischer Adliger
- Duncan Campbell (Unternehmer) (1726–1803), britischer Unternehmer
- Duncan Campbell (Musiker) (* 1926), schottischer Jazztrompeter
- Duncan Campbell (Journalist, 1944) (* 1944), britischer Journalist und Autor
- Duncan Campbell (Journalist, 1952) (* 1952), britischer Investigativjournalist
- Duncan Campbell (Snookerspieler) (* 1966), schottischer Snookerspieler
- Duncan Campbell (Künstler) (* 1972), irischer Videokünstler
- Duncan Campbell (Snowboarder) (* 1997), neuseeländischer Snowboarder

### E
- Eamonn Campbell (1946–2017), irischer Musiker
- Earl Campbell (* 1955), US-amerikanischer American-Football-Spieler
- Ed H. Campbell (1882–1969), US-amerikanischer Politiker
- Eddie Campbell (* 1955), schottischer Zeichner und Autor
- Eddie C. Campbell (1939–2018), US-amerikanischer Bluesmusiker
- Edna Campbell (* 1968), US-amerikanische Basketballspielerin
- Eileen Campbell (* 2000), britisch-österreichische Fußballspielerin
- Eleanor Campbell (* 1960), britische Chemikerin und Hochschullehrerin
- Elizabeth Campbell, 1. Baroness Hamilton of Hameldon (1733–1790), britische Aristokratin
- Ella Campbell (1910–2003), neuseeländische Botanikerin und Bryologin
- Emily Campbell (* 1994), britische Gewichtheberin
- Enid Campbell (1932–2010), australische Rechtswissenschaftlerin
- Erasmus D. Campbell (1811–1873), US-amerikanischer Politiker
- Eric Campbell (1880–1917), schottischer Schauspieler
- Erica Campbell (Sängerin) (* 1972), US-amerikanische Gospelsängerin
- Erica Campbell (Pornodarstellerin) (* 1981), US-amerikanische Pornodarstellerin
- Ethna Campbell (ca. 1938–2011), britische Sängerin
- Eugene Campbell (1932–2013), US-amerikanischer Eishockeyspieler

### F
- Federico Campbell († 2014), mexikanischer Schriftsteller und Journalist
- Felix Campbell (1829–1902), US-amerikanischer Politiker
- Fiona Campbell-Walter (* 1932), britisches Fotomodell, Baronin
- Floyd Campbell (1901–1993), US-amerikanischer Jazzmusiker und Bandleader
- Folarin Campbell (* 1986), US-amerikanischer Basketballspieler
- Fraizer Campbell (* 1987), englischer Fußballspieler
- Frank Campbell (1858–1924), US-amerikanischer Bankier und Politiker
- Frank T. Campbell (1836–1907), US-amerikanischer Politiker
- Frankie Campbell (1904–1930), US-amerikanischer Boxer
- Frazelia Campbell (1849–1930), US-amerikanische Althistorikerin und Lehrerin
- Frederick Francis Campbell (* 1943), US-amerikanischer Geistlicher, Bischof von Columbus

### G
- G. Smokey Campbell, US-amerikanischer Schauspieler
- Gene Campbell (Musiker), US-amerikanischer Sänger, Songwriter und Gitarrist
- Gene Campbell (* 1932), US-amerikanischer Eishockeyspieler, siehe Eugene Campbell
- I. Gene Campbell, Astronom und Systemprogrammierer in der zentralen Computereinrichtung des Harvard-Smithsonian Center for Astrophysics
- George Campbell (Philosoph) (1719–1796), britischer Philosoph, Theologe und Rhetoriker
- George Campbell, 6. Duke of Argyll (1768–1839), britischer Peer und Politiker
- George W. Campbell (1769–1848), US-amerikanischer Politiker
- George Campbell, 8. Duke of Argyll (1823–1900), britischer Adliger und Politiker
- George Campbell (Gouverneur) (1824–1892), schottischer Politiker und Gouverneur von Bengalen
- George Ashley Campbell (1870–1954), US-amerikanischer Nachrichtentechniker
- George Campbell (Lacrossespieler) (1878–1972), kanadischer Lacrossespieler, Bürgermeister und Zahnarzt
- George Campbell (Fußballspieler) (* 2001), US-amerikanischer Fußballspieler
- George T. R. Campbell (1910–1993), schottischer Schiffbauingenieur
- Georgie Campbell (* 1949), britische Autorin, siehe Lady Colin Campbell
- Georgina Campbell (* 1992), britische Schauspielerin
- Sir Gilbert Edward Campbell (1838–1899), britischer Schriftsteller und 3. Baronet (of Carrick Buoy), Sohn von John Campbell
- Glen Campbell (1936–2017), US-amerikanischer Countrymusiker
- Glenn Campbell (1956–2024), US-amerikanischer Filmregisseur, Filmproduzent, Drehbuchautor, Filmschauspieler und Visual Effects Supervisor
- Gordon Campbell (Vizeadmiral) (1886–1953), englischer Vizeadmiral, Autor und Politiker
- Gordon Campbell (* 1948), kanadischer Politiker
- Gordon Campbell, Baron Campbell of Croy (1921–2005), britischer Politiker (Conservative Party)
- Gregory Campbell (* 1983), kanadischer Eishockeyspieler und -trainer
- Guy Campbell, 1. Baronet (1786–1849), britischer Adliger und Offizier
- Guy Edgar Campbell (1871–1940), US-amerikanischer Politiker

### H
- Hamilton Campbell (um 1812–1863), US-amerikanischer Fotograf
- Hamish Campbell (* 1953), neuseeländischer Geologe und Paläontologe
- Henry Campbell-Bannerman (1836–1908), britischer Politiker (Liberal Party)
- Herbert James Campbell (1925–1983), britischer Science-Fiction-Autor
- Howard E. Campbell (1890–1971), US-amerikanischer Politiker
- Hugh Lester Campbell (1908–1987), kanadischer Luftwaffengeneral
- Humphrey Campbell (1958–2024), niederländischer Sänger und Musikproduzent

### I
- Iain Campbell (Cricketspieler) (1928–2015), englischer Cricketspieler
- Iain Campbell (Biophysiker) (1941–2014), schottischer Biochemiker und Biophysiker
- Iain Campbell (Fußballspieler) (* 1985), schottischer Fußballspieler

- Ian Campbell (Cricketspieler, 1870) (1870–1954), englischer Cricketspieler
- Ian Campbell, 11. Duke of Argyll (1903–1973), schottischer Peer
- Ian Campbell (Politiker, 1926) (1926–2007), schottischer Politiker
- Iain Campbell (Cricketspieler, 1928) (1928–2015), englischer Cricketspieler
- Ian Campbell (Rugbyspieler) (1928–2022), chilenischer Rugbyspieler schottischer Herkunft
- Ian Campbell (Musiker) (1933–2012), britischer Folk-Musiker und Bandleader
- Ian Campbell, 12. Duke of Argyll (1937–2001), schottischer Peer
- Ian Campbell (Physiker) († 2019), Physiker und Hochschullehrer
- Ian Campbell (Leichtathlet) (* 1957), australischer Leichtathlet
- Ian Campbell (Politiker, 1959) (* 1959), australischer Politiker
- Ian Campbell, bekannt als Ice MC (* 1965), britischer Rapper
- Isabel Campbell, erste Ehefrau von Edward Aveling
- Isobel Campbell (* 1976), schottische Sängerin
- Ivor Campbell (1898–1971), kanadischer Ruderer

### J
- Jabari Campbell (* 2000), Fußballspieler der Cayman Islands
- Jack Campbell (Fußballspieler) († 1921), irischer Fußballspieler
- Jack Campbell, Pseudonym von John G. Hemry (* 1956), US-amerikanischer Schriftsteller
- Jack Campbell (Schauspieler) (* 1970), australischer Schauspieler
- Jack Campbell (Eishockeyspieler) (* 1992), US-amerikanischer Eishockeytorwart
- Jack Campbell (Footballspieler) (* 2000), US-amerikanischer American-Football-Spieler
- Jack M. Campbell (1916–1999), US-amerikanischer Politiker
- Jacob Miller Campbell (1821–1888), US-amerikanischer Politiker
- James Campbell (Politiker, 1790) (1790–1876), schottischer Politiker, Lord Provost von Glasgow
- James Campbell Reddie (1807–1878), Pseudonym James Campbell, schottischer pornografischer Schriftsteller
- James Campbell (1812–1893), US-amerikanischer Politiker
- James Campbell, 1. Baron Glenavy (1851–1931), irischer Politiker
- James Campbell (Fußballspieler, 1869) (1869–1938), schottischer Fußballspieler
- James Campbell (Fußballspieler, 1875) (1875–1946), irischer Fußballspieler
- James Campbell (Stabhochspringer) (1901–1975), britischer Stabhochspringer
- James Campbell (Komponist) (1903–1967), britischer Komponist
- James Campbell (Historiker) (1935–2016), britischer Historiker
- James Campbell (Klarinettist) (* 1949), kanadischer Klarinettist
- James Campbell-Badiane (1932–2010), senegalesischer Schauspieler und Komponist
- James E. Campbell (1843–1924), US-amerikanischer Politiker (Ohio)
- James Hepburn Campbell (1820–1895), US-amerikanischer Politiker (Pennsylvania)
- James L. Campbell (* 1949), US-amerikanischer Offizier, Generalleutnant der US-Army
- James R. Campbell (1853–1924), US-amerikanischer Politiker (Illinois)
- James U. Campbell (1866–1937), US-amerikanischer Richter
- Jamie Campbell-Walter (* 1972), schottischer Rennfahrer
- Jane Campbell (Anglistin) (* 1946), US-amerikanische Anglistin
- Jane Campbell (Schriftstellerin) (* 1942), britische Schriftstellerin
- Jane Campbell, Baroness Campbell of Surbiton (* 1959), britische Adlige und Politikerin
- Jane Campbell (Tischtennisspielerin) (* 1968), britische Tischtennisspielerin
- Jane Campbell (Fußballspielerin) (Carolyn Jane Campbell; * 1995), US-amerikanische Fußballspielerin
- Jasmine Campbell (* 1991), US-amerikanische Skisportlerin
- Jeanette Campbell (1916–2003), argentinische Schwimmerin; siehe Jeanette Peper
- Jeff Campbell (Wasserballspieler) (Jeffrey Guy Campbell; * 1962), US-amerikanischer Wasserballspieler
- Jeff Campbell (Footballspieler) (* 1968), US-amerikanischer American-Football-Spieler
- Jeff Campbell (Fußballspieler) (* 1979), neuseeländischer Fußballspieler
- Jeff Campbell (Eishockeyspieler) (* 1981), kanadischer Eishockeyspieler
- Jeff Campbell (* 1982), jamaikanischer Musiker, siehe Assassin (Musiker)
- Jessica Campbell (Schauspielerin) (1982–2020), US-amerikanische Schauspielerin
- Jessica Campbell (Eishockeyspielerin) (* 1992), kanadische Eishockeyspielerin und -trainerin
- Jim Campbell (* 1973), US-amerikanischer Eishockeyspieler
- Jimmy Campbell (Fußballspieler, 1887) (James Campbell; 1887–1925), schottischer Fußballspieler
- Jimmy Campbell (Fußballspieler, 1918) (James Campbell; 1918–2011), schottischer Fußballspieler
- Jimmy Campbell (Fußballspieler, 1921) (James Campbell; 1921–2004), schottischer Fußballspieler
- Jimmy Campbell (Fußballspieler, 1937) (James Charles Campbell; 1937–1994), englischer Fußballspieler
- Jimmy Campbell (Musiker) (1944–2007), britischer Musiker
- Jo Ann Campbell (* 1938), US-amerikanische Sängerin
- Joan Campbell (1929–2013), deutschamerikanische Historikerin
- Jock Campbell (General) (John Charles Campbell; 1894–1942), britischer Generalmajor
- Jock Campbell, Baron Campbell of Eskan (John Middleton Campbell; 1912–1994), britischer Unternehmer und Sozialreformer
- Jock Campbell (Fußballspieler) (James Campbell; 1922–1983), schottischer Fußballspieler
- Jody Campbell (* 1960), US-amerikanischer Wasserballspieler
- Joel Campbell (* 1992), costa-ricanischer Fußballspieler
- Johan Georg Bøhmer Campbell (1835–1871), norwegischer Maler
- John Campbell, 1. Earl of Atholl († 1333), schottischer Adliger
- John Campbell, 1. Earl of Loudoun (1598–1663), Lordkanzler von Schottland
- John Campbell (Bischof) († 1613), Bischof von Argyll
- John Campbell, 1. Baron Campbell (1779–1861), britischer Politiker und Jurist
- John Campbell, 1. Baronet (of Ardnamurchan) (1836–1915), britischer Adliger
- John Campbell, 1. Earl of Breadalbane and Holland (genannt Slippery John; 1636–1717), schottischer Adliger und Politiker
- John Campbell, 1. Baron Cawdor (1753–1821), britischer Adliger und Politiker
- John Campbell, 1. Marquess of Breadalbane (1762–1834), britischer Adliger und Politiker
- John Campbell, 1. Earl Cawdor (1790–1860), britischer Adliger und Politiker
- John Campbell, 2. Baronet (of Ardnamurchan) (1877–1943), britischer Adliger
- John Campbell, 2. Baronet (of Carrick Buoy) (1799–1870), britischer Diplomat
- John Campbell, 2. Baronet (of New Brunswick) (1807–1855), britischer Generalmajor
- John Campbell, 2. Duke of Argyll (1680–1743), britischer Heerführer
- John Campbell, 2. Earl of Breadalbane and Holland (1662–1752), britischer Adliger und Politiker
- John Campbell, 2. Marquess of Breadalbane (1796–1862), britischer Adliger und Politiker
- John Campbell, 2. Earl Cawdor (1817–1898), britischer Adliger und Politiker
- John Campbell, 3. Earl of Breadalbane and Holland (1692–1782), britischer Adliger und Politiker
- John Campbell, 4. Duke of Argyll (um 1693–1770), britischer Adliger und Politiker
- John Campbell, 4. Earl of Loudoun (1705–1782), britischer Adliger, Politiker und General
- John Campbell, 5. Duke of Argyll (1723–1806), britischer Adliger und Politiker
- John Campbell, 5. Earl Cawdor (1900–1970), britischer Adliger und Politiker
- John Campbell, 6. Earl of Breadalbane and Holland (1824–1871), britischer Adliger und Politiker
- John Campbell, 7. Duke of Argyll (1777–1874), britischer Adliger und Politiker
- John Campbell, 9. Duke of Argyll (1845–1914), britischer Aristokrat und Gouverneur von Kanada
- John Campbell, 10. Earl of Breadalbane and Holland (1919–1995), britischer Adliger und Politiker
- John Campbell (Marineoffizier) (1720–1790), britischer Vizeadmiral und Weltumsegler
- John Campbell of Strachur (1727–1806), schottischer Adliger und General
- John Campbell (Politiker, 1765) (1765–1828), US-amerikanischer Politiker (Maryland)
- John Campbell (Missionar) (1766–1840), schottischer Missionar und Entdeckungsreisender
- John Campbell (Politiker, 1795) (1795–1845), US-amerikanischer Politiker (South Carolina)
- John Campbell (Politiker) († 1866), US-amerikanischer Regierungsbeamter
- John Campbell (Fußballspieler, 1856) (1856–1929), schottischer Fußballspieler
- John Campbell (Architekt) (1857–1942), schottischer Architekt
- John Campbell (Fußballspieler, 1877) (1877–1919), schottischer Fußballspieler
- John Campbell (Rugbyspieler) (1889–1966), australischer Rugby-League-Spieler
- John Campbell (Fußballspieler, 1901) (1901–1983), englischer Fußballspieler
- John Campbell (Autor) (* 1947), britischer Autor
- John Campbell (Leichtathlet) (* 1949), neuseeländischer Leichtathlet
- John Campbell (Musiker) (1952–1993), US-amerikanischer Bluesgitarrist und -sänger
- John Campbell (Snookerspieler) (* 1953), australischer Snookerspieler
- John Campbell (Jazzpianist) (* 1955), US-amerikanischer Pianist
- John Campbell (Skirennläufer) (* 1962), Skirennläufer von den Amerikanischen Jungferninseln
- John Campbell-Jones (1930–2020), englischer Autorennfahrer
- John Allen Campbell (1835–1880), US-amerikanischer Politiker
- John Alexander Campbell (* 1941), australischer Ruderer
- John Alan Campbell (1899–1939), britischer Ruderer
- John Allen Campbell (1835–1880), US-amerikanischer Politiker
- John Archibald Campbell (Jurist) (1811–1889), US-amerikanischer Jurist und Politiker
- John Archibald Campbell (Architekt, 1859) (1859–1909), schottischer Architekt
- John Archibald Campbell (Architekt, 1878) (1878–1947), deutscher Architekt britischer Herkunft
- John Campbell Farrell (* 1954), neuseeländischer Sportschütze
- John B. T. Campbell (* 1955), US-amerikanischer Politiker
- John Creighton Campbell (* 1941), US-amerikanischer Japanologe und Literaturwissenschaftler
- John Dermot Campbell (1898–1945), nordirischer Politiker
- John Edward Campbell (1862–1924), britischer Mathematiker
- John F. Campbell (* 1957), US-amerikanischer General
- John G. Campbell (1827–1903), US-amerikanischer Politiker
- John H. F. Campbell (* 1936), irischer Diplomat
- John Hull Campbell (1800–1868), US-amerikanischer Politiker
- John Logan Campbell (1817–1912), neuseeländischer Unternehmer und Politiker
- John P. Campbell (1820–1888), US-amerikanischer Politiker
- John Ramsey Campbell (* 1946), britischer Autor
- John W. Campbell (Physiker) (1889–1955), kanadischer Physiker
- John W. Campbell (1910–1971), US-amerikanischer Schriftsteller
- John Wilson Campbell (1782–1833), US-amerikanischer Politiker
- John Y. Campbell (* 1958), britisch-amerikanischer Ökonom und Hochschullehrer
- Johnny Campbell (Fußballspieler, 1869) (1869–1906), schottischer Fußballspieler
- Johnny Campbell (Fußballspieler, 1872) (1872–1947), schottischer Fußballspieler
- Johnny Campbell (Fußballspieler, 1894) (1894–1981), englischer Fußballspieler
- Johnny Campbell (Fußballspieler, 1910) (1910–1999), schottischer Fußballspieler
- Johnny Campbell (Fußballspieler, 1923) (1923–1968), nordirischer Fußballspieler
- Johnny Campbell (Fußballspieler, 1928) (1928–2015), englischer Fußballspieler
- Johnny Campbell (Rallyebeifahrer), US-amerikanischer Rallyebeifahrer
- Johnston B. Campbell (1868–1953), US-amerikanischer Jurist
- Jolene Campbell (* 1981), kanadische Curlerin
- Jonathan Campbell (Fußballspieler) (* 1993), US-amerikanischer Fußballspieler
- Jonathan A. Campbell (* 1947), US-amerikanischer Herpetologe
- Joseph Campbell (1904–1987), US-amerikanischer Mythenforscher
- Josh Campbell (* 2000), schottischer Fußballspieler
- Josiah Abigail Patterson Campbell (1830–1917), US-amerikanischer Politiker
- Judith Campbell, Pseudonym von Marion Pares (1914–2004), britische Autorin
- Judith Campbell, Ehename von Judith Exner (1934–1999), US-amerikanische Society-Lady
- Judy Campbell (1916–2004), britische Bühnen-, Film- und Fernsehschauspielerin
- Julia Campbell (* 1962), US-amerikanische Schauspielerin
- Juliet Campbell (* 1970), jamaikanische Leichtathletin

### K
- Kareem Campbell (* 1973), US-amerikanischer Skateboarder
- Keith Campbell (Rennfahrer) (1931–1958), australischer Motorradrennfahrer
- Keith Campbell (Biologe) (1954–2012), britischer Biologe
- Kemoy Campbell (* 1991), jamaikanischer Leichtathlet
- Ken Campbell (1941–2008), britischer Schauspieler und Theaterregisseur
- Ken Hudson Campbell (* 1962), US-amerikanischer Schauspieler
- Kenneth Campbell (Komponist) (1922–1982), kanadischer Musiker und Komponist
- Kenneth Campbell (Boxer) (* 1949), jamaikanischer Boxer
- Kenneth E. Campbell (* 1943), US-amerikanischer Zoologe und Paläontologe
- Kenny Campbell (1892–1977), schottischer Fußballtorhüter
- Kevin Campbell (1970–2024), englischer Fußballspieler
- Kevin P. Campbell (* 1952), US-amerikanischer Physiologe, Biophysiker und Neurowissenschaftler
- Kim Campbell (* 1947), kanadische Politikerin
- Kurt M. Campbell (* 1957), US-amerikanischer Regierungsbeamter und Politikwissenschaftler

### L
- Lady Colin Campbell (* 1949), britische Autorin
- Larry Campbell (Politiker) (* 1948), kanadischer Politiker
- Larry Campbell (Musiker) (* 1955), US-amerikanischer Musiker
- Larry Joe Campbell (* 1970), US-amerikanischer Schauspieler
- Leon Campbell (American Football) (1927–2002), American-Football-Spieler
- Leon Campbell (Astronom) (1881–1951), US-amerikanischer Astronom
- Levin H. Campbell (* 1927), US-amerikanischer Jurist
- Lewis Campbell (Philologe) (1830–1908), britischer Klassischer Philologe
- Lewis D. Campbell (1811–1882), US-amerikanischer Diplomat und Politiker
- Lisa Campbell (Umweltwissenschaftlerin), Umweltwissenschaftlerin
- Lisa Jayne Campbell, Badmintonspielerin
- Lisa M. Campbell, Botanikerin
- Logan Campbell (* 1986), neuseeländischer Taekwondoin
- Louis Campbell (Lou Campbell; * 1979), US-amerikanischer Basketballspieler
- Lucy Campbell (1873–1944), US-amerikanisch-österreichische Cellistin und Kammermusikerin
- Luenell Campbell (* 1959), US-amerikanische Schauspielerin
- Luke Campbell (Volleyballspieler) (* 1979), australischer Volleyballspieler
- Luke Campbell (Boxer) (* 1987), britischer Boxer
- Luke Campbell (Rugbyspieler) (* 1992), kanadischer Rugby-Union-Spieler
- Luke Campbell (Leichtathlet) (* 1994), deutsch-amerikanischer Hürdenläufer
- Lyle Campbell (* 1942), US-amerikanischer Linguist

### M
- Maia Campbell (Schauspielerin), US-amerikanische Schauspielerin
- Maia Campbell (Leichtathletin) (* 1998), Leichtathletin von den amerikanischen Jungferninseln
- Malcolm Campbell (Rennfahrer, 1885) (1885–1948), englischer Automobilrennfahrer und Journalist
- Malcolm Campbell (Altphilologe) (* 1943), britischer Altphilologe
- Malcolm Campbell (Filmeditor), Filmeditor
- Malcolm Campbell (Rennfahrer, 1956) (* 1956), australischer Motorradrennfahrer
- Marcel Sisniega Campbell (1959–2013), mexikanischer Schachspieler
- Marcus Campbell (Künstler) (* 1951), neuseeländischer Autor, Maler und bildender Künstler
- Marcus Campbell (* 1972), schottischer Snookerspieler
- Maria Campbell (* 1940), kanadische Autorin
- Margaret Campbell (1876–1960), schottische Suffragette, siehe Margaret McPhun
- Margaret Campbell, Duchess of Argyll (1912–1993), britische Gesellschaftsdame
- Marjorie Campbell (1885–1952), englische Schriftstellerin, siehe Marjorie Bowen
- Marjorie Wilkins Campbell (1901–1986), kanadische Schriftstellerin
- Martin Campbell (* 1943), neuseeländischer Filmregisseur und Produzent
- Martin Campbell (Badminton) (* 1990), schottischer Badmintonspieler
- Mary Campbell (Leichtathletin), schottische Sprinterin
- Mary Katherine Campbell (1906–1990), US-amerikanische Schönheitskönigin
- Matt Campbell (Footballtrainer) (* 1979), US-amerikanischer American-Football-Trainer
- Matt Campbell (Dartspieler) (* 1989), kanadischer Dartspieler
- Matt Campbell (Rennfahrer) (* 1995), australischer Rennfahrer
- Megan Campbell (* 1993), irische Fußballspielerin
- Menzies Campbell (* 1941), schottischer Politiker
- Micah Campbell (* 2007), grenadischer Leichtathlet
- Michael Campbell (Bischof) (* 1941), nordirischer Geistlicher, Bischof von Lancaster
- Michael Campbell (Hochspringer) (* 1944), britischer Hochspringer
- Michael Campbell (Golfspieler) (* 1969), neuseeländischer Golfspieler
- Michael Campbell (Leichtathlet) (* 1978), jamaikanischer Sprinter
- Mikayla Soo-ni Campbell (* 1990), US-amerikanische Schauspielerin, Filmproduzentin und Drehbuchautorin
- Mike Campbell (Leichtathlet) (* 1943), britischer Hochspringer
- Mike Campbell (* 1950), US-amerikanischer Musiker
- Mike Campbell-Lamerton (1933–2005), schottischer Rugby-Union-Spieler
- Milt Campbell (1933–2012), US-amerikanischer Leichtathlet, American- und Canadian-Football-Spieler
- Milton Campbell (* 1976), US-amerikanischer Sprinter
- Milton Campbell, Jr., bekannt als Little Milton (1934–2005), US-amerikanischer Bluesgitarrist und -sänger
- Milton Gray Campbell, bekannt als Milt Campbell (1933–2012), US-amerikanischer Zehnkämpfer und Footballspieler
- Morgan Taylor Campbell (* 1995), kanadischer Schauspielerin
- Mrs. Patrick Campbell (geb. Beatrice Stella Tanner; 1865–1940), britische Schauspielerin
- Murray Campbell (* 1957), kanadischer Computerschachprogrammierer

### N
- Naomi Campbell (* 1970), britisches Fotomodell
- Nate Campbell (* 1972), US-amerikanischer Boxer
- Neil Campbell (Adliger, † um 1315), schottischer Adliger
- Neil Campbell (Bischof) († 1613/1627), schottischer Geistlicher, Bischof von Argyll
- Neil Campbell (Offizier) (1776–1827), britischer Kolonialgouverneur
- Neil Campbell (Radsportler) (* 1974), neuseeländischer Radsportler
- Neil A. Campbell (1946–2004), US-amerikanischer Biologe
- Nell Campbell (Little Nell; * 1953), australische Schauspielerin und Sängerin
- Neve Campbell (* 1973), US-amerikanische Schauspielerin
- Nicholas Campbell (* 1952), kanadischer Schauspieler und Regisseur
- Noel Campbell (1949–2022), irischer Fußballspieler
- Norman Campbell (1924–2004), kanadischer Komponist, Regisseur und Produzent
- Norman Campbell (Fußballspieler) (* 1999), jamaikanischer Fußballspieler
- Norman Robert Campbell (1880–1949), britischer Physiker

### O
- Olga Campbell (1891–1943), britische Krankenschwester, siehe Women’s Hospital Corps#Olga Campbell
- Oliver Campbell (1871–1953), US-amerikanischer Tennisspieler
- Ollie Campbell (* 1954), irischer Rugby-Union-Spieler
- Oswald Rose Campbell (1820–1887), britisch-australischer Maler, Illustrator und Kunstpädagoge
- Owen Campbell, bürgerlicher Name von Big Fletchit (1916–1983), panamaischer Jazzmusiker

### P
- Paige Campbell (* 1996), australische Hindernisläuferin
- Patrick Campbell (1779–1857), britischer Diplomat
- Paul Campbell (Baseballspieler) (1917–2006), US-amerikanischer Baseballspieler
- Paul Campbell (Schauspieler, 1923) (1923–1999), US-amerikanischer Schauspieler
- Paul Campbell (Politiker) (* 1953), britischer Politiker
- Paul Campbell (Fußballspieler, 1958) (* 1958), jamaikanischer Fußballtorwart
- Paul Campbell (Unternehmer) (* 1959), britischer Unternehmer und Musiker
- Paul Campbell (Fußballspieler, 1964) (* 1964), englischer Fußballspieler
- Paul Campbell (Drehbuchautor) (* 1966), britischer Drehbuchautor
- Paul Campbell (jamaikanischer Schauspieler), jamaikanischer Schauspieler
- Paul Campbell (Schauspieler, 1979) (* 1979), kanadischer Schauspieler
- Paul Campbell (Fußballspieler, 1980) (* 1980), englischer Fußballspieler
- Paul G. Campbell junior (* 1946), US-amerikanischer Politiker
- Paul-Henri Campbell (* 1982), deutschamerikanischer Schriftsteller
- Peter Campbell (1684–1751), britischer Generalfeldmarschall und Politiker, siehe Patrick Campbell (Politiker)
- Peter Campbell (Marineoffizier) (1780–um 1832), uruguayischer Marineoffizier
- Peter Campbell (Fußballspieler, 1857) (1857–1883), schottischer Fußballspieler
- Peter Campbell (Footballspieler, 1875) (1875–1948), Australian-Football-Spieler
- Peter Campbell (Fußballspieler, 1898) (* 1898), schottischer Fußballspieler
- Peter Campbell (Mediziner) (Peter Nelson Campbell; 1921–2005), britischer Mediziner
- Peter Campbell (Footballspieler, 1938), (* 1938), Australian-Football-Spieler
- Peter Campbell (Wasserballspieler) (1960–2023), US-amerikanischer Wasserballspieler
- Peter Campbell (Eishockeyspieler) (* 1979), kanadischer Eishockeyspieler
- Peter Campbell (Golfspieler) (* 1985), kanadischer Golfspieler
- Peter G. C. Campbell (Peter Gerald Cadogan Campbell; 1943–2025), kanadischer Biogeochemiker und Ökotoxikologe
- Peter J. Campbell (1857–1919), US-amerikanischer Anwalt und Politiker
- Peter M. Campbell (1872–1954), US-amerikanischer Politiker
- Peter T. Campbell, US-amerikanischer Onkologe
- Peter Walter Campbell (1926–2005), britischer Politiker
- Phil Campbell (Politiker) (1917–1998), US-amerikanischer Politiker
- Phil Campbell (* 1961), walisischer Gitarrist
- Philip P. Campbell (1862–1941), US-amerikanischer Politiker
- Philippa Campbell, neuseeländische Film- und Fernsehproduzentin

### R
- Rachelle Campbell (* 1956), kanadische Sprinterin
- Ramsey Campbell (* 1946), britischer Autor, siehe John Ramsey Campbell
- Rajindra Campbell (* 1996), jamaikanischer Kugelstoßer
- Ray Campbell, US-amerikanischer Schauspieler
- Rebecca Campbell (* 1975), kanadische Schriftstellerin
- Richard Campbell (1956–2011), britischer Musiker
- Richie Campbell (Schauspieler) (* 1983), britischer Schauspieler
- Richie Campbell (Musiker) (geb. Ricardo Costa; * 1987), portugiesischer Musiker
- Richie Campbell (Wasserballspieler) (* 1987), australischer Wasserballspieler
- Rob Campbell, US-amerikanischer Schauspieler
- Robert Campbell of Glenlyon (1630–1696), schottischer Offizier
- Robert Campbell (Politiker, 1718) (1718–1775), kanadischer Unternehmer und Politiker (Nova Scotia)
- Robert Campbell (Politiker, II), schottischer Politiker
- Robert Campbell (Unternehmer) (1769–1846), australischer Unternehmer und Politiker (New South Wales)
- Robert Campbell (Politiker, 1804) (1804–1859), australischer Politiker (New South Wales)
- Robert Campbell (Politiker, 1808) (1808–1870), US-amerikanischer Rechtsanwalt und Politiker (New York)
- Robert Campbell (Pelzhändler) (Mountain Man; 1808–1894), Pelzhändler in Nordamerika
- Robert Campbell (Politiker, 1818) (1818–1887), kanadischer Holzhändler und Politiker
- Robert Campbell (Politiker, 1843) (1843–1889), neuseeländischer Politiker
- Robert Campbell (Politiker, 1871) (1871–1965), kanadischer Politiker (Alberta)
- Robert Campbell (Geologe) (1881–1957), schottischer Geologe
- Robert Campbell (Fußballspieler, 1882) (1882–1931), schottischer Fußballspieler (Partick Thistle, Rangers, Bradford City)
- Robert Campbell (Fußballspieler, 1883) (1883–1942), schottischer Fußballspieler (Celtic, Rangers)
- Robert Campbell (Mathematiker) (1912–1985), französischer Mathematiker
- Robert Campbell (Politiker, 1922) (1922–1992), kanadischer Landwirt, Händler und Politiker (Prince Edward Island)
- Robert Campbell Junior (1944–1993), australischer Maler
- Robert Campbell (Pokerspieler) (* 1984), australischer Pokerspieler
- Robert Campbell (Fußballspieler, 1986) (* 1986), schottischer Fußballspieler (East Fife F.C.)
- Robert Campbell (Produzent), Filmproduzent
- Robert Adam Campbell, kanadischer Holzhändler und Politiker (Ontario)
- Robert Alexander Campbell (1832–1926), US-amerikanischer Politiker
- Robert B. Campbell (1787–1862), US-amerikanischer Politiker
- Robert Wright Campbell (1927–2000), US-amerikanischer Schriftsteller
- Roderick Campbell (* 1953), schottischer Politiker
- Rohan Campbell (* 1997), kanadischer Schauspieler
- Ronald Hugh Campbell (1883–1953), britischer Diplomat, Gesandter und Botschafter
- Ronald Ian Campbell (1890–1983), britischer Diplomat
- Ronnie Campbell (1943–2024), britischer Politiker, Abgeordneter im britischen Unterhaus
- Ross Campbell (Journalist) (1910–1982), australischer Journalist
- Ross Campbell (Diplomat) (1918–2007), kanadischer Diplomat
- Ross Campbell (Mediziner) (1936–2012), US-amerikanischer Psychiater und Autor von Erziehungsbüchern.
- Ross Campbell (Fußballspieler) (* 1987), schottischer Fußballspieler
- Roy Campbell (1952–2014), US-amerikanischer Trompeter, Kornettist und Flügelhornist
- Roy Campbell (Dichter) (1901–1957), südafrikanischer Lyriker, Essayist, Übersetzer und Stierkämpfer
- Roy Edward Campbell (* 1947), US-amerikanischer Geistlicher, Weihbischof in Washington
- Royce Campbell (* 1952), US-amerikanischer Gitarrist, Komponist und Produzent

### S
- Saige Ryan Campbell, US-amerikanische Schauspielerin
- Samuel Campbell (Politiker, 1773) (1773–1853), US-amerikanischer Jurist und Politiker (New York)
- Samuel Campbell (Politiker, 1809) (1809–1885), US-amerikanischer Politiker (New York)
- Samuel Campbell (Mediziner), britischer Mediziner, siehe Campbell River (Discovery Passage) #Namensherkunft
- Samuel B. Campbell (1846–1917), US-amerikanischer Politiker
- Sashana Campbell (* 1991), jamaikanische Fußballspielerin
- Scott Campbell (Autor) (* 1945), US-amerikanischer Autor
- Scott Campbell (Eishockeyspieler) (1957–2022), kanadischer Eishockeyspieler
- Scott Campbell (Tätowierer) (* 1977), US-amerikanischer Tattoo-Künstler
- Scott Michael Campbell (* 1971), US-amerikanischer Schauspieler
- Scott Campbell (Dartspieler) (* 1989), schottischer Dartspieler
- Sheldon Campbell, bekannt als Turbulence (Musiker) (* 1980), jamaikanischer Musiker
- Simoya Campbell (* 1994), jamaikanische Leichtathletin
- Sol Campbell (* 1974), englischer Fußballspieler und -trainer
- Stephen Campbell (1897–1966), Indigener Politiker in Guyana
- Sterling Campbell (* 1964), US-amerikanischer Schlagzeuger
- Steve Campbell (Snookerspieler) (* 1966), englischer Snookerspieler
- Steve Campbell (Tennisspieler) (* 1970), US-amerikanischer Tennisspieler
- Stewart Campbell (* 1972), schottischer Rugby-Union-Spieler
- Stinson Campbell, vincentischer Politiker
- Sue Campbell, Baroness Campbell of Loughborough (* 1948), britische Politikerin

### T
- T. Colin Campbell (Thomas Colin Campbell ; * 1934), US-amerikanischer Biochemiker, Ernährungsforscher und Hochschullehrer
- Tamika Campbell (* 1974), deutsch-amerikanische Komikerin
- Taylor Campbell (* 1996), britischer Hammerwerfer
- Teniel Campbell (* 1997), Radrennfahrerin aus Trinidad und Tobago
- Terry Campbell (* 1968), deutsch-kanadischer Eishockeyspieler
- Tevin Campbell (* 1976), US-amerikanischer Sänger
- Thane Alexander Campbell (1895–1978), kanadischer Richter und Politiker
- Thomas Campbell (Theologe) (1763–1854), US-amerikanischer Pfarrer
- Thomas Campbell (Dichter) (1777–1844), schottischer Dichter
- Thomas Campbell (Bildhauer) (1790–1858), schottischer Bildhauer
- Thomas Edward Campbell (1878–1944), US-amerikanischer Politiker
- Thomas J. Campbell (1927–2012), kanadischer Politiker
- Thomas Jefferson Campbell (1786–1850), US-amerikanischer Politiker
- Thomas John Campbell (* 1952), US-amerikanischer Politiker, siehe Tom Campbell (Politiker, 1952)
- Thomas Mitchell Campbell (1856–1923), US-amerikanischer Politiker
- Thomas P. Campbell (* 1962), US-amerikanischer Kurator  und 9. Direktor des The Metropolitan Museum of Art
- Thomas W. Campbell (* 1957), US-amerikanischer Schlagzeuger, siehe Tommy Campbell
- Thompson Campbell (1811–1868), US-amerikanischer Politiker
- Tim Campbell (* 1975), australischer Schauspieler
- Timothy J. Campbell (1840–1904), US-amerikanischer Politiker
- Tisha Campbell (* 1968), US-amerikanische Schauspielerin
- Tom Campbell (Leichtathlet) (1898–1971), US-amerikanischer Mittelstreckenläufer
- Tom Campbell (Philosoph) (Thomas Douglas Campbell; 1938–2019), britischer Rechtsphilosoph
- Tom Campbell (Musiker), US-amerikanischer Musiker
- Tom Campbell (Footballspieler), US-amerikanischer American-Football-Spieler
- Tom Campbell (Politiker, 1952) (* 1952), US-amerikanischer Politiker (Kalifornien)
- Tom Campbell (Politiker, 1959) (* 1952), US-amerikanischer Politiker (North Dakota)
- Tom Campbell (Tricktechniker), US-amerikanischer Spezialeffektkünstler und Produzent
- Tom Campbell (Produzent), US-amerikanischer Filmproduzent und Drehbuchautor
- Tommy Campbell (* 1957), US-amerikanischer Schlagzeuger
- Tonie Campbell (* 1960), US-amerikanischer Leichtathlet
- Torquhil Campbell, 13. Duke of Argyll (* 1968), schottischer Adeliger, Chef des Hauses Argyll und des Campbell-Clan
- Trevor Campbell (* 1954), jamaikanischer Leichtathlet
- Tyreece Campbell (* 2003), englisch-jamaikanischer Fußballspieler
- Tyrese Campbell (* 1999), englischer Fußballspieler
- Tyson Campbell (* 2000), US-amerikanischer American-Football-Spieler

### V
- Vernon Campbell (* 1961), US-amerikanischer Schauspieler
- Veronica Campbell-Brown (* 1982), jamaikanische Sprinterin
- Victor Campbell (1875–1956), britischer Polarforscher
- Vivian Campbell (* 1962), nordirischer Rockmusiker

### W
- W. Stewart Campbell (William Stewart Campbell; vor 1969–2009), Szenenbildner und Artdirector
- Walter Campbell (1921–2004), australischer Jurist und Politiker
- Wilbur Campbell (1926–1999), US-amerikanischer Jazz-Schlagzeuger
- Will Campbell (* 2004), US-amerikanischer American-Football-Spieler
- Will D. Campbell (1924–2013), US-amerikanischer Bürgerrechtler
- William Campbell (Politiker) (um 1731–1778), nordamerikanischer Politiker
- William Campbell (General) (1745–1781), amerikanischer Farmer und General
- William Campbell (Vizegouverneur) (vor 1880–nach 1885), US-amerikanischer Politiker, Vizegouverneur (Illinois)
- William Campbell (Regisseur) (1884–1972), US-amerikanischer Regisseur und Drehbuchautor
- William Campbell (Schauspieler) (1923–2011), US-amerikanischer Schauspieler
- William Campbell of Breadalbane (1863–1944), deutscher Generalmajor
- William B. Campbell (1807–1867), US-amerikanischer Politiker
- William Bennett Campbell (1943–2008), kanadischer Politiker, siehe Bennett Campbell
- William C. Campbell (* 1930), irischer Parasitologe
- William Cammack Campbell (1923–2013), US-amerikanischer Golfspieler und -funktionär
- William Oliver Campbell (* 1959), US-amerikanischer Schauspieler, siehe Billy Campbell
- William Paul Campbell (1935–2015), US-amerikanischer Politiker
- William W. Campbell (1806–1881), US-amerikanischer Jurist und Politiker (New York)
- William Wallace Campbell (1862–1938), US-amerikanischer Astronom
- William Wildman Campbell (1853–1927), US-amerikanischer Politiker
- William Wilfred Campbell (um 1858–1918), kanadischer Schriftsteller
- Wishart Campbell (um 1905–1983), US-amerikanischer Pianist und Sänger